# 2MASX J12195094+2736102
2MASX J12195094+2736102 ist eine Seyfert-2-Galaxie im Sternbild Haar der Berenike am Nordsternhimmel, Sie ist schätzungsweise 663 Millionen Lichtjahre von der Milchstraße entfernt und hat einen Durchmesser von etwa 105.000 Lichtjahren. Gemeinsam mit NGC 4275 bildet sie ein optisches Galaxienpaar.
Im selben Himmelsareal befinden sich unter anderem die Galaxien IC 3172, PGC 3089314, PGC 3786403, PGC 3786995.